# Naturschutzgebiet Burghagen
Das Naturschutzgebiet Burghagen mit einer Größe von 7,04 ha liegt nordöstlich von Düdinghausen im Stadtgebiet von Medebach. Es wurde 2003 mit dem Landschaftsplan Medebach durch den Hochsauerlandkreis als Naturschutzgebiet (NSG) ausgewiesen. Das NSG ist Teil des Europäischen Vogelschutzgebiets Medebacher Bucht.

## Gebietsbeschreibung
Im NSG handelt es sich um einen Grünlandbereich mit Magergrünland und Hecken am Südhang des Berges Burghagen. 

## Tier- und Pflanzenarten im NSG
Im NSG brüten Heckenbrüter wie Neuntöter.
Im NSG kommen gefährdete Pflanzenarten vor. Auswahl vom Landesamt für Natur, Umwelt und Verbraucherschutz Nordrhein-Westfalen dokumentierter Pflanzenarten wie Acker-Glockenblume, Acker-Witwenblume, Besenheide, Breitblättriger Thymian, Echtes Johanniskraut, Echtes Labkraut, Echtes Leinkraut, Färber-Ginster, Gänseblümchen, Gewöhnliches Ferkelkraut, Gras-Sternmiere, Kleine Bibernelle, Kleiner Wiesenknopf, Kleines Habichtskraut, Knolliger Hahnenfuß, Kriechende Hauhechel, Magerwiesen-Margerite, Rundblättrige Glockenblume, Skabiosen-Flockenblume, Wald-Ehrenpreis, Wald-Erdbeere, Wald-Veilchen und Waldmeister.

## Schutzzweck
Das NSG soll das Grünland und seinem Arteninventar schützen. Wie bei allen Naturschutzgebieten in Deutschland wurde in der Schutzausweisung darauf hingewiesen, dass das Gebiet „wegen der Seltenheit, besonderen Eigenart und Schönheit des Gebietes“ zum Naturschutzgebiet erklärt wurde.